# Cabdill dorsinegre
El cabdill dorsinegre (Poecilotriccus pulchellus) és un ocell de la família dels tirànids (Tyrannidae).

## Hàbitat i distribució
Habita la selva pluvial del sude-est del Perú